# Alejandría
Alejandría est une municipalité située dans le département d'Antioquia, en Colombie.

## Personnalités liées à la municipalité
- Abelardo Ríos (1952-) : coureur cycliste né à Alejandría.